# 开心麻花

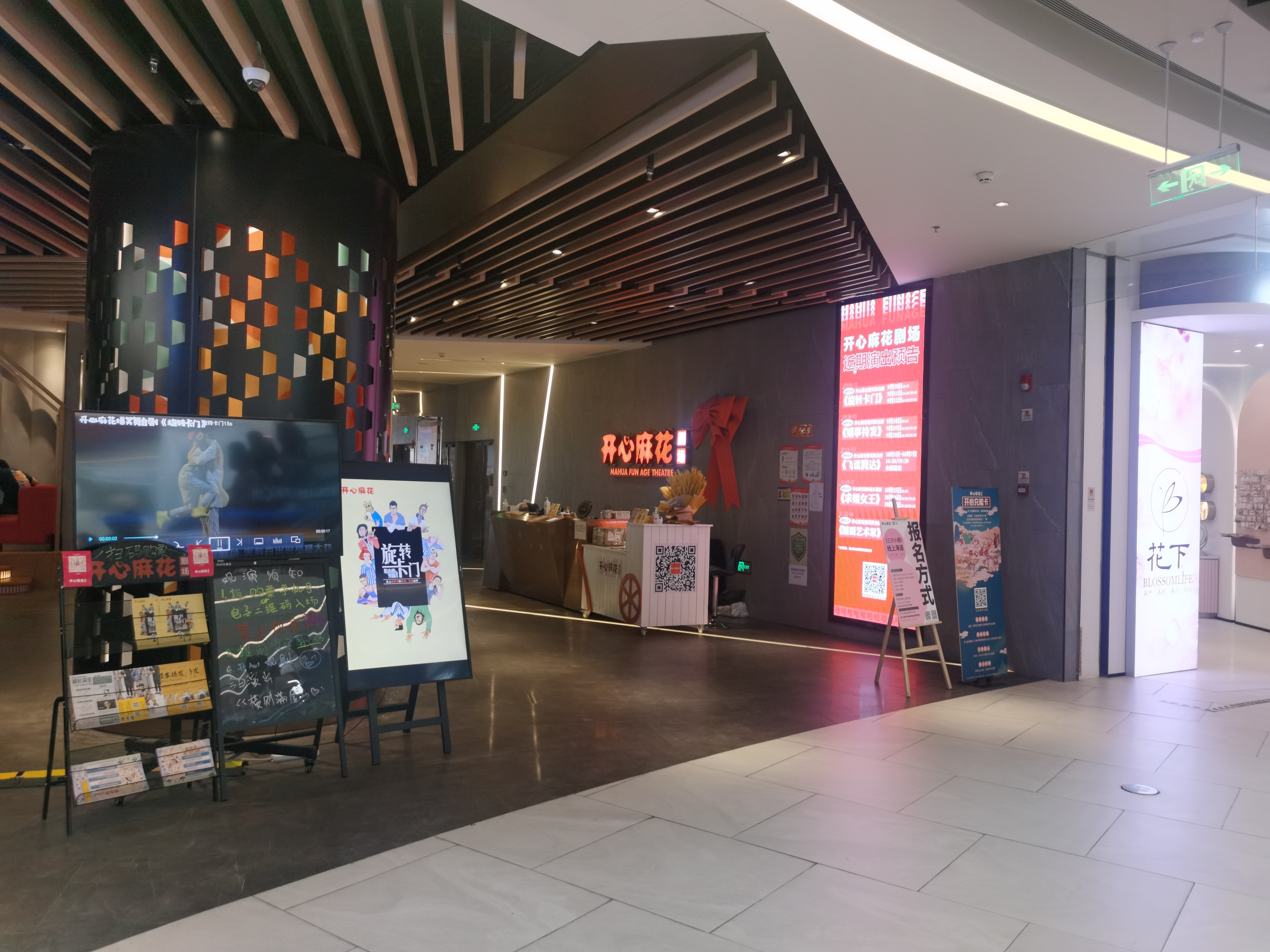
位于上海南翔印象城MEGA的开心麻花剧院

北京开心麻花娱乐文化传媒股份有限公司（新三板除牌前：835099，简称：开心麻花），是一家位于中国北京的文化传媒公司，其主营业务包括舞台剧、音乐剧表演，喜剧小品和影视制作等。公司前身为北京自由元素影视文化传播有限公司，成立于2003年，在2015年6月变更为开心麻花。

## 历史
开心麻花团队以舞台剧起家，名称源自首部舞台剧《想吃麻花现给你拧》。
2012年5月，开心麻花成立影业公司参与电影市场。
2015年12月29日，开心麻花在新三板挂牌上市。
2017年公司对外表示已计划启动A股创业板IPO，此后向中国证监会提交了上市的申请，并于同年7月3日暂停了新三板股票转让交易。
在2018年4月3日，开心麻花宣布放弃在创业板的IPO进程。

## 舞台作品

### 舞台剧
| 时间       | 剧目                 | 导演           | 主演                                             |
| ---------- | -------------------- | -------------- | ------------------------------------------------ |
| 2003年12月 | 《想吃麻花现给你拧》 | 田有良         | 何炅、谢娜、于娜、汤加丽                         |
| 2004年12月 | 《情流感》           | 邵泽辉         | 刘孜、林依轮、伍洲彤                             |
| 2005年12月 | 《人在江湖漂》       | 沈腾、陈畅     | 周晓鸥、李莉                                     |
| 2006年12月 | 《逗地主》           | 周大勇         | 满江、汤加丽、顾阳、晓东、韩力、后舍男生         |
| 2007年8月  | 《疯狂的石头》       | 沈腾           | 彭波、侯姝、马元                                 |
| 2007年12月 | 《谁都不许笑》       | 彭大魔、闫非   | 彭坦、柳岩、马丽、于全海                         |
| 2008年5月  | 《两个人的法式晚餐》 | 黄盈           | 尚雯婕、陈西贝、黄锐                             |
| 2008年6月  | 《阿祥》             | 彭大魔         | 魏翔、马丽、周大勇、王成思                       |
| 2008年12月 | 《甜咸配》           | 沈腾           | 瞿颖、钟玲、谢楠                                 |
| 2009年5月  | 《书桌里的铜锣湾》   | 潘安子         | 郭祥鹏、秦枫、陈轩宇、常远、刘澄宇、贾蕊         |
| 2009年6月  | 《江湖学院》         | 彭大魔         | 包贝尔、马丽、张菲菲、艾伦、王成思、曹扬、张子栋 |
| 2009年11月 | 《索马里海盗》       | 沈腾           | 陶慧、宋阳、东靖川、马丽                         |
| 2010年12月 | 《乌龙山伯爵》       | 闫非           | 沈腾、马丽                                       |
| 2011年11月 | 《旋转卡门》         | 彭大魔         | 艾伦、马丽、王宁、常远                           |
| 2011年12月 | 《上贼船》           | 关旭           | 陶亮、贾金金                                     |
| 2012年9月  | 《那年的梦想》       | 刘鉴           | 常远、宋阳、朱微玮                               |
| 2012年11月 | 《夏洛特烦恼》       | 闫非、彭大魔   | 张子栋、马丽                                     |
| 2013年11月 | 《小丑爱美丽》       | 闫非、彭大魔   | 黄才伦、马丽、王成思                             |
| 2013年11月 | 《须摩提世界》       | 刘鉴、宋阳     | 宋阳、艾伦、贾金金、韩云云                       |
| 2014年11月 | 《羞羞的铁拳》       | 宋阳           |                                                  |
| 2015年11月 | 《牢友记》           | 宋阳           |                                                  |
| 2015年11月 | 《李茶的姑妈》       | 吴昱翰、张一鸣 |                                                  |

### 音乐剧
| 时间       | 剧目          | 导演       | 作曲   | 主演                             |
| ---------- | ------------- | ---------- | ------ | -------------------------------- |
| 2009年9月  | 《白日梦》    | 周申       |        | 魏雪漫、缪杰、王筝、周铁男、邓飞 |
| 2010年12月 | 《爷们儿》    | 张晨、黄凯 | 刘洲   | 阿朵                             |
| 2013年8月  | 《爷们儿·叁》 | 吴昱翰     | 郑一肖 | 刘思维、戴滢、王元虎、何子君     |

## 电影
开心麻花通过旗下子公司北京开心麻花影业有限公司参与制作的影片：
| 上映时间       | 影片                       | 导演         | 主演                                     |
| -------------- | -------------------------- | ------------ | ---------------------------------------- |
| 2015年9月30日  | 《夏洛特烦恼》             | 闫非、彭大魔 | 沈騰、馬麗、尹正、艾伦、王智             |
| 2015年12月31日 | 《一念天堂》               | 張承         | 沈騰、馬麗、杜晓宇                       |
| 2016年10月28日 | 《驴得水》                 | 周申、刘露   | 任素汐、大力、刘帅良、裴魁山、阿如那     |
| 2017年9月30日  | 《羞羞的铁拳》             | 宋阳、张吃鱼 | 艾伦、 沈騰、馬麗、田雨                  |
| 2018年7月27日  | 《西虹市首富》             | 闫非、彭大魔 | 沈騰、宋芸桦、张一鸣、张晨光、常远、魏翔 |
| 2018年9月30日  | 《李茶的姑妈》             | 吴昱翰       | 黄才伦、艾伦、宋阳、卢靖姗               |
| 2019年12月20日 | 《半个喜剧》               | 周申、刘露   | 任素汐、吴昱翰、刘迅、汤敏、赵海燕       |
| 2020年10月1日  | 《我和我的家乡之神筆馬亮》 | 閆非、彭大魔 | 沈騰、馬麗                               |
| 2021年9月30日  | 《我和我的父辈之少年行》   | 沈騰         | 沈騰、馬麗                               |
| 2022年2月1日   | 《这个杀手不太冷静》       | 邢文雄       | 马丽、魏翔                               |
| 2022年7月29日  | 《獨行月球》               | 張吃魚       | 沈騰、馬麗                               |
| 2023年7月21日  | 《超能一家人》             | 宋陽         | 艾倫、沈騰、陶慧、張琪、韓彥博           |
| 2023年7月21日  | 《好像也没那么热血沸腾》   | 高虎         | 魏翔、王智                               |
| 2024年7月16日  | 《抓娃娃》                 | 闫非、彭大魔 | 沈腾、马丽、史彭元、萨日娜、肖帛辰       |